# Merhoff (Santurce)
|                                                  |                                                         |
| Coordenadas                                      | 18°26′25″N 66°2′41″O / 18.44028, -66.04472              |
| Entidad • País • Territorio • Municipio • Barrio | Sub-barrio Estados Unidos Puerto Rico San Juan Santurce |
| Superficie                                       | 0,46 km² (0,18 mi²)                                     |
| Población • Densidad poblacional                 | 4.955 (2000) 10.747,0 km² (27.834,7 mi²)                |

Merhoff es uno de los cuarenta “sub-barrios” del barrio Santurce en el municipio de San Juan, Puerto Rico. De acuerdo al censo del año 2000, este sector contaba con 4.955 habitantes y una superficie de 0,46 km².